# 傑瑞·加西亞
傑羅姆·約翰·加西亞（英語：Jerome John Garcia，1942年8月1日—1995年8月9日）是美國創作歌手與吉他手，他以作為1960年代反文化運動時代成名的搖滾樂團感恩至死的主音吉他手和歌手著名。儘管他直接否認，但加西亞被許多人視為樂團的領導者或發言人。
作為其創始人之一，加西亞在整整三十年的職業生涯（1965-1995）都是感恩至死的在團成員。加西亞還創立並參與了各種各樣的周邊計畫，包括桑德士-加西亞樂隊（與老朋友梅爾·桑德士合作）、傑瑞·加西亞樂團、Old & In the Way、加西亞/格里斯曼原聲樂器雙重奏、Legion of Mary和New Riders of the Purple Sage（由加西亞與約翰·道森和大衛·尼爾森共同成立）。他還發行了幾張個人專輯，多年來也作為錄音室樂手為其他音樂人的專輯做出了貢獻。他以獨特的吉他演奏而聞名，並在2003年《滾石雜誌》的百大吉他手封面故事中排名第13位。1994年，他以感恩至死成員身分入選搖滾名人堂。
晚年的加西亞有著嚴重的糖尿病問題，更在1986年發生糖尿病昏迷，一度命危。雖然此後他的整體健康狀況有所改善，但他仍受肥胖、吸煙和長期吸食海洛英和古柯鹼成癮折磨。他於1995年8月9日在加州的戒毒所因心臟病發作去世，享年53歲。

## 外部鏈結
- 傑瑞·加西亞的官方首頁 （页面存档备份，存于）
- 感恩至死的歌詞註釋網站 （页面存档备份，存于）
- 傑瑞·加西亞在Fretbase上
- The Jerry網站
- 感恩至死官方網站 （页面存档备份，存于）
- 在deaddisc.com的傑瑞·加西亞作品列表 （页面存档备份，存于）
- 傑瑞·加西亞的屍檢
- Jerry Day: A Civic and Cultural Celebration of Jerry Garcia held in San Francisco （页面存档备份，存于）
- FBI Records: The Vault - Jerry Garcia （页面存档备份，存于） at vault.fbi.gov （页面存档备份，存于）
- （页面存档备份，存于）